# Ramon Berenguer III
Ramon Berenguer III   (Rodés, 11 de novembre de 1082 - Barcelona, 19 de juliol de 1131) dit el Gran, fou comte de Barcelona i Girona (1097-1131), comte d'Osona (1097-1107 i 1111-1131), comte de Besalú (1111-1131), comte de Provença (1113-1131) i comte de Cerdanya (1118-1131). En llatí, Raimundus, Dei gratia Barchinonensis et Hispaniarum marchio, Bisuldunensium et Provincie comes.

## Ascendència
Era fill del comte de Barcelona Ramon Berenguer II, Cap d'Estopes, i la seva muller, Mafalda de Pulla-Calàbria, la qual succeí en el tron comtal de Barcelona.
|  |                                                       |  |  |  |  |  |  |  |  |  |  |  |  |  |  |  |
|  | 16. Ramon Borrell I de Barcelona                      |  |  |  |  |  |  |  |  |  |  |  |  |  |  |  |
|  |                                                       |  |  |  |  |  |  |  |  |  |  |  |  |  |  |  |
|  |                                                       |  |  |  |  |  |  |  |  |  |  |  |  |  |  |  |
|  | 8. Berenguer Ramon I de Barcelona (el Corbat)         |  |  |  |  |  |  |  |  |  |  |  |  |  |  |  |
|  |                                                       |  |  |  |  |  |  |  |  |  |  |  |  |  |  |  |
|  |                                                       |  |  |  |  |  |  |  |  |  |  |  |  |  |  |  |
|  | 17. Ermessenda de Carcassona                          |  |  |  |  |  |  |  |  |  |  |  |  |  |  |  |
|  |                                                       |  |  |  |  |  |  |  |  |  |  |  |  |  |  |  |
|  |                                                       |  |  |  |  |  |  |  |  |  |  |  |  |  |  |  |
|  | 4. Ramon Berenguer I de Barcelona (el Vell)           |  |  |  |  |  |  |  |  |  |  |  |  |  |  |  |
|  |                                                       |  |  |  |  |  |  |  |  |  |  |  |  |  |  |  |
|  |                                                       |  |  |  |  |  |  |  |  |  |  |  |  |  |  |  |
|  | 18. Sanç I Garcia de Castella                         |  |  |  |  |  |  |  |  |  |  |  |  |  |  |  |
|  |                                                       |  |  |  |  |  |  |  |  |  |  |  |  |  |  |  |
|  |                                                       |  |  |  |  |  |  |  |  |  |  |  |  |  |  |  |
|  | 9. Sança de Castella                                  |  |  |  |  |  |  |  |  |  |  |  |  |  |  |  |
|  |                                                       |  |  |  |  |  |  |  |  |  |  |  |  |  |  |  |
|  |                                                       |  |  |  |  |  |  |  |  |  |  |  |  |  |  |  |
|  | 19. Urraca Salvadórez                                 |  |  |  |  |  |  |  |  |  |  |  |  |  |  |  |
|  |                                                       |  |  |  |  |  |  |  |  |  |  |  |  |  |  |  |
|  |                                                       |  |  |  |  |  |  |  |  |  |  |  |  |  |  |  |
|  | 2. Ramon Berenguer II de Barcelona (el Cap d'Estopes) |  |  |  |  |  |  |  |  |  |  |  |  |  |  |  |
|  |                                                       |  |  |  |  |  |  |  |  |  |  |  |  |  |  |  |
|  |                                                       |  |  |  |  |  |  |  |  |  |  |  |  |  |  |  |
|  | 20. Albert I de la Marca                              |  |  |  |  |  |  |  |  |  |  |  |  |  |  |  |
|  |                                                       |  |  |  |  |  |  |  |  |  |  |  |  |  |  |  |
|  |                                                       |  |  |  |  |  |  |  |  |  |  |  |  |  |  |  |
|  | 10. Bernat I de la Marca                              |  |  |  |  |  |  |  |  |  |  |  |  |  |  |  |
|  |                                                       |  |  |  |  |  |  |  |  |  |  |  |  |  |  |  |
|  |                                                       |  |  |  |  |  |  |  |  |  |  |  |  |  |  |  |
|  | 21. ?                                                 |  |  |  |  |  |  |  |  |  |  |  |  |  |  |  |
|  |                                                       |  |  |  |  |  |  |  |  |  |  |  |  |  |  |  |
|  |                                                       |  |  |  |  |  |  |  |  |  |  |  |  |  |  |  |
|  | 5. Almodis de la Marca                                |  |  |  |  |  |  |  |  |  |  |  |  |  |  |  |
|  |                                                       |  |  |  |  |  |  |  |  |  |  |  |  |  |  |  |
|  |                                                       |  |  |  |  |  |  |  |  |  |  |  |  |  |  |  |
|  | 22. ?                                                 |  |  |  |  |  |  |  |  |  |  |  |  |  |  |  |
|  |                                                       |  |  |  |  |  |  |  |  |  |  |  |  |  |  |  |
|  |                                                       |  |  |  |  |  |  |  |  |  |  |  |  |  |  |  |
|  | 11. Amelia de Rasès                                   |  |  |  |  |  |  |  |  |  |  |  |  |  |  |  |
|  |                                                       |  |  |  |  |  |  |  |  |  |  |  |  |  |  |  |
|  |                                                       |  |  |  |  |  |  |  |  |  |  |  |  |  |  |  |
|  | 23. ?                                                 |  |  |  |  |  |  |  |  |  |  |  |  |  |  |  |
|  |                                                       |  |  |  |  |  |  |  |  |  |  |  |  |  |  |  |
|  |                                                       |  |  |  |  |  |  |  |  |  |  |  |  |  |  |  |
|  | 1. Ramon Berenguer III de Barcelona (el Gran)         |  |  |  |  |  |  |  |  |  |  |  |  |  |  |  |
|  |                                                       |  |  |  |  |  |  |  |  |  |  |  |  |  |  |  |
|  |                                                       |  |  |  |  |  |  |  |  |  |  |  |  |  |  |  |
|  | 24. ?                                                 |  |  |  |  |  |  |  |  |  |  |  |  |  |  |  |
|  |                                                       |  |  |  |  |  |  |  |  |  |  |  |  |  |  |  |
|  |                                                       |  |  |  |  |  |  |  |  |  |  |  |  |  |  |  |
|  | 12. Tankred de Hauteville                             |  |  |  |  |  |  |  |  |  |  |  |  |  |  |  |
|  |                                                       |  |  |  |  |  |  |  |  |  |  |  |  |  |  |  |
|  |                                                       |  |  |  |  |  |  |  |  |  |  |  |  |  |  |  |
|  | 25. ?                                                 |  |  |  |  |  |  |  |  |  |  |  |  |  |  |  |
|  |                                                       |  |  |  |  |  |  |  |  |  |  |  |  |  |  |  |
|  |                                                       |  |  |  |  |  |  |  |  |  |  |  |  |  |  |  |
|  | 6. Robert Guiskard                                    |  |  |  |  |  |  |  |  |  |  |  |  |  |  |  |
|  |                                                       |  |  |  |  |  |  |  |  |  |  |  |  |  |  |  |
|  |                                                       |  |  |  |  |  |  |  |  |  |  |  |  |  |  |  |
|  | 26. ?                                                 |  |  |  |  |  |  |  |  |  |  |  |  |  |  |  |
|  |                                                       |  |  |  |  |  |  |  |  |  |  |  |  |  |  |  |
|  |                                                       |  |  |  |  |  |  |  |  |  |  |  |  |  |  |  |
|  | 13. Fressenda                                         |  |  |  |  |  |  |  |  |  |  |  |  |  |  |  |
|  |                                                       |  |  |  |  |  |  |  |  |  |  |  |  |  |  |  |
|  |                                                       |  |  |  |  |  |  |  |  |  |  |  |  |  |  |  |
|  | 27. ?                                                 |  |  |  |  |  |  |  |  |  |  |  |  |  |  |  |
|  |                                                       |  |  |  |  |  |  |  |  |  |  |  |  |  |  |  |
|  |                                                       |  |  |  |  |  |  |  |  |  |  |  |  |  |  |  |
|  | 3. Mafalda de Pulla-Calàbria                          |  |  |  |  |  |  |  |  |  |  |  |  |  |  |  |
|  |                                                       |  |  |  |  |  |  |  |  |  |  |  |  |  |  |  |
|  |                                                       |  |  |  |  |  |  |  |  |  |  |  |  |  |  |  |
|  | 28. ?                                                 |  |  |  |  |  |  |  |  |  |  |  |  |  |  |  |
|  |                                                       |  |  |  |  |  |  |  |  |  |  |  |  |  |  |  |
|  |                                                       |  |  |  |  |  |  |  |  |  |  |  |  |  |  |  |
|  | 14. ?                                                 |  |  |  |  |  |  |  |  |  |  |  |  |  |  |  |
|  |                                                       |  |  |  |  |  |  |  |  |  |  |  |  |  |  |  |
|  |                                                       |  |  |  |  |  |  |  |  |  |  |  |  |  |  |  |
|  | 29. ?                                                 |  |  |  |  |  |  |  |  |  |  |  |  |  |  |  |
|  |                                                       |  |  |  |  |  |  |  |  |  |  |  |  |  |  |  |
|  |                                                       |  |  |  |  |  |  |  |  |  |  |  |  |  |  |  |
|  | 7. Sikelgaite de Salern                               |  |  |  |  |  |  |  |  |  |  |  |  |  |  |  |
|  |                                                       |  |  |  |  |  |  |  |  |  |  |  |  |  |  |  |
|  |                                                       |  |  |  |  |  |  |  |  |  |  |  |  |  |  |  |
|  | 30. ?                                                 |  |  |  |  |  |  |  |  |  |  |  |  |  |  |  |
|  |                                                       |  |  |  |  |  |  |  |  |  |  |  |  |  |  |  |
|  |                                                       |  |  |  |  |  |  |  |  |  |  |  |  |  |  |  |
|  | 15. ?                                                 |  |  |  |  |  |  |  |  |  |  |  |  |  |  |  |
|  |                                                       |  |  |  |  |  |  |  |  |  |  |  |  |  |  |  |
|  |                                                       |  |  |  |  |  |  |  |  |  |  |  |  |  |  |  |
|  | 31. ?                                                 |  |  |  |  |  |  |  |  |  |  |  |  |  |  |  |
|  |                                                       |  |  |  |  |  |  |  |  |  |  |  |  |  |  |  |
|  |                                                       |  |  |  |  |  |  |  |  |  |  |  |  |  |  |  |

## Núpcies i descendents
L'any 1103 es va casar amb Maria Díaz de Vivar, filla d'El Cid. D'aquest matrimoni van néixer dues filles:
- la infanta Maria de Barcelona
- la infanta Ximena d'Osona (1105-?), comtessa d'Osona, casada el 1107 amb Bernat III de Besalú, comte de Besalú, i el 1117 amb Roger III de Foix, comte de Foix.[2]

L'any 1105 es va casar amb Almodis de Mortain. No tingueren fills.
El 3 de febrer de 1112 es casà a Arle amb la comtessa Dolça de Provença, filla de Gerbert de Gavaldà, vescomte de Millau, Gavaldà i part de Carlat, i de Gerberga de Provença, comtessa de Provença. Tingueren set fills:
- La infanta Berenguera de Barcelona (1108 - 1149), casada el 1125 amb Alfons VII de Lleó
- L'infant Ramon Berenguer IV (1113 - 1162), comte de Barcelona i príncep d'Aragó pel seu matrimoni amb Peronella d'Aragó
- L'infant Berenguer Ramon I de Provença (1115 - 1144), comte de Provença
- L'infant Bernat de Barcelona (1117)
- La infanta Estefania de Barcelona (1118-d1131), casada el 1128 amb Cèntul II de Bigorra i el 1130 amb Ramon II de Dax
- La infanta Mafalda de Barcelona (v1120-d1157), casada amb Guillem Ramon II de Castellvell
- La infanta Almodis de Barcelona (1126-d1164), casada amb Ponç II de Cervera, vescomte de Bas

## Ascens al tron

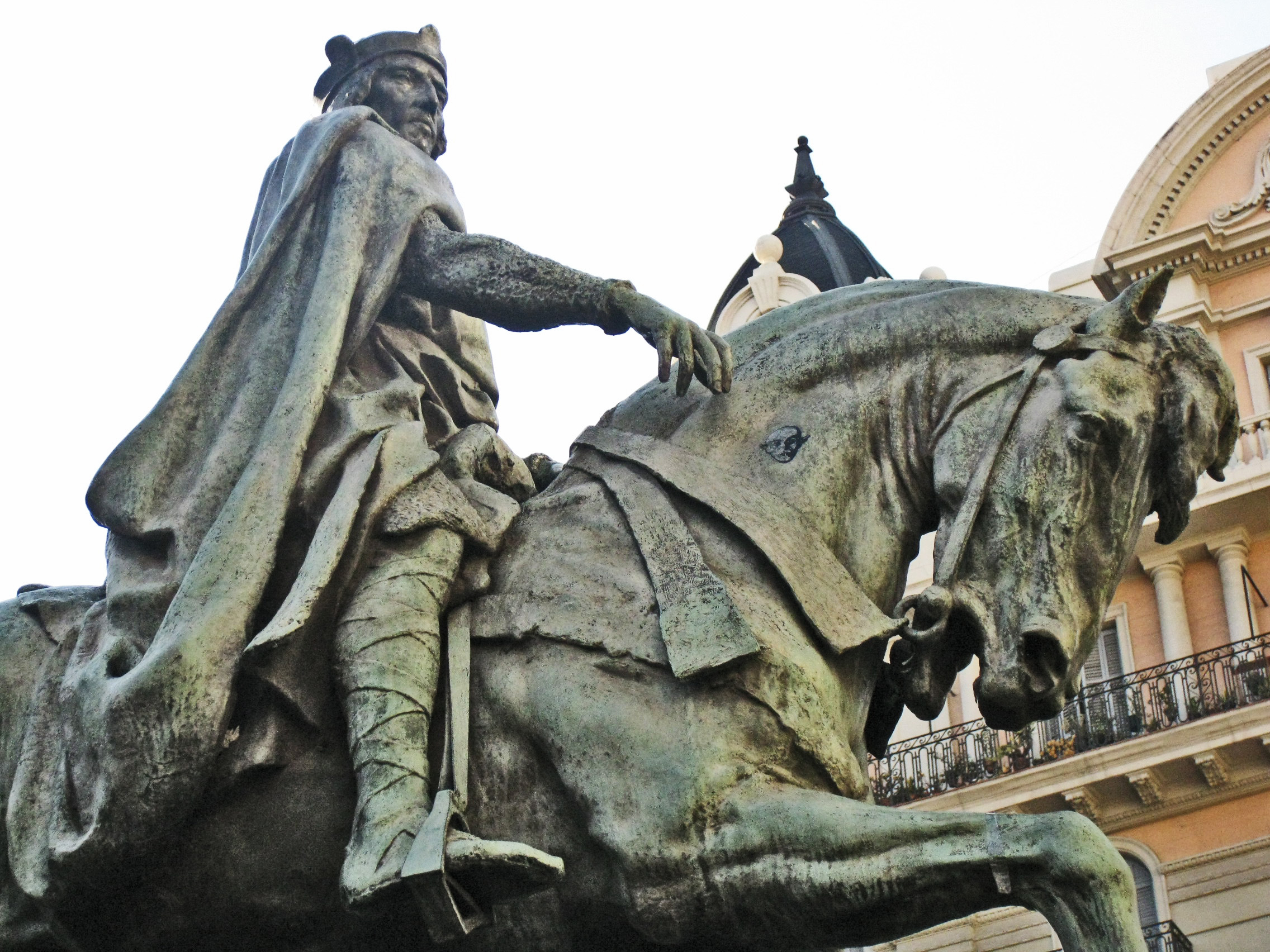
Estàtua eqüestre de Ramon Berenguer III, a la plaça homònima, a Barcelona

L'assassinat del seu pare pocs dies després del seu naixement va causar una greu commoció, aprofitada a l'exterior pel vescomte de Besiers, Bernat Ató, per apoderar-se de Carcassona i Rasès, mentre que a l'interior es produïen divisions. El 1083 es formà el partit antifratricida encapçalat per Ramon Folc I de Cardona i Bernat Guillem de Queralt, als quals s'uní el bisbe de Vic Berenguer Sunifred de Lluçà, que encomanaren durant 10 anys la tutoria del petit fill del comte mort, Ramon Berenguer III, al comte Guillem I de Cerdanya, oncle del menut.
El 1086, però, aquest front antifratricida es trencà i un nou partit, encapçalat pels Montcada, Cabrera, Guerau Alemany II de Cervelló i Berenguer Sunifred de Lluçà acordà que Berenguer Ramon II el Fratricida, considerat instigador de l'assassinat, participés en la tutoria del menut d'onze anys, amb el compromís que aquell no es casaria i que, per tant, l'herència recauria directament en el petit fill del Cap d'Estopes.
Amb la marxa del seu oncle a Terra Santa vers el 1097 va començar a poder regnar en solitari amb quinze anys, amb l'ajuda dels que havien estat consellers del seu oncle.

## Política amb al-Àndalus

Els territoris comtals de Ramon Berenguer III a la seva mort (1131).

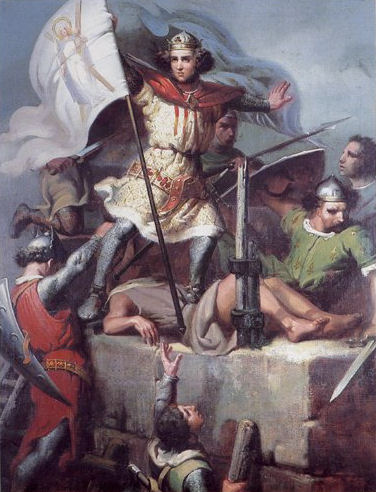
El comte Ramon Berenguer III clavant l'ensenya de Barcelona a la torre del castell de Fòs (Fos-sur-Mer, Provença), de Marià Fortuny (1857). Palau de la Generalitat, dipòsit de la Reial Acadèmia Catalana de Belles Arts de Sant Jordi).

Les seves relacions amb al-Àndalus van ser molt hostils. Com que volia estendre el seu domini per la costa oriental peninsular, va atacar Tortosa el 1095 i Amposta el 1097 sense èxit.
El seu matrimoni amb Maria Rodrigo de Vivar li hauria pogut donar el domini de tota la zona llevantina, si els almoràvits no haguessin interferit en els seus propòsits. Aquests van ocupar València i, amb les seves ràtzies, van arribar a saquejar els castells d'Olèrdola i Gelida el 1107 i amenaçar Barcelona els anys 1114, en el qual foren rebutjats a Martorell, i 1115. Però Ramon Berenguer III no es feu enrere per això i va impulsar el repoblament d'Olèrdola vers l'any 1118 i el Tarragonès, des de l'any 1118. Així mateix, va col·laborar amb Pedro Ansúrez i Guerau Ponç, vescomte d'Àger, en la conquesta de Balaguer, l'any 1105. Va estimular el repoblament de les Garrigues vers el 1119 i pressionà sobre l'Emirat de Làrida, que també era cobejat per Alfons I d'Aragó i Pamplona, apoderant-se del Castell de Corbins en 1120 pel pacte amb el valí almoràvit Abu-Hilal a canvi d'evitar la caiguda de Làrida en mans aragoneses i bloquejar el seu l'avanç cap al Mediterrani després de la presa de Saraqusta el 1118, cosa que va provocar l'enuig del Bataller, que va posar infructuosament setge a la ciutat el maig de 1122, fins que la vinguda del comte de Barcelona el va obligar a aixecar el setge.
Per millorar la defensa de les fronteres va introduir els ordes militars de l'Hospital (1109) i del Temple (1123 - 1126), en el qual va ingressar el 1130.

## Política mediterrània
Va ser el primer sobirà català que prengué en consideració la idea de realitzar expedicions militars a la Mediterrània i de conquerir les Illes Balears. Així doncs, el 1114 es va associar a la croada pisana que en pretenia la conquesta, tot i que l'amenaça dels almoràvits tant a les illes com a Catalunya va fer desistir de mantenir la possessió de Mallorca i Eivissa, que ja havien estat preses per una flota d'embarcacions pisanes, provençals, llenguadocianes i catalanes sota la seva direcció. En tot cas, aquest atac, finalment més piràtic que de conquesta, debilità profundament l'hegemonia marítima musulmana a la Mediterrània, en favor de les repúbliques comercials nord-italianes, fet que posà les bases de la futura expansió marítima catalana.
Enric de Pisa (Henricus Pisanus), que va narrar l'expedició a Mallorca en el poema Liber Maiolichinus, va veure i descriure Ramon Berenguer III com el monarca d'un poble, que anomena català (Catalanensis i Catalanicus), procedent d'una pàtria que denomina Catalunya (Catalania), mots que apareixen documentats per primera vegada.
A fi d'enfortir les relacions entre els pobles cristians de la Mediterrània occidental i obtenir el suport del pontificat per a la seva política de lluita contra l'islam, va fer un viatge per mar cap a la Provença i Itàlia el 1116 i signà tractats amb genovesos i sicilians el 1127.

## Política occitana
El primer objectiu que intentà fou recuperar Carcassona i Rasès, si bé s'hagué de conformar amb el reconeixement de vassallatge que li feu Bernat Ató el 1112. Molt més decisiu (després de la mort de Maria Rodrigo de Vivar, el 1105) fou el matrimoni amb Dolça de Provença el 1112. Aquest matrimoni permeté a Ramon Berenguer III incorporar al casal de Barcelona el domini sobre Millau, Gavaldà, Carlat i la Provença.
Amb aquestes incorporacions, el casal de Barcelona irrompia amb força a Occitània, on van començar tot seguit les disputes amb els comtes de Tolosa per l'hegemonia,. Però, tot i comptar amb les tropes de Guillem IX d'Aquitània, no va aconseguir derrotar els aliats Alfons el Bataller, que assetjava Larida, i Alfons Jordà, comte de Tolosa, que fou infructuosament assetjat a Aurenja en 1123. Els primers desacords foren resolts per un tractat de repartiment de la Provença el 1125.
La preeminència indiscutible de Ramon Berenguer III a Catalunya es feu ben perceptible el 1111, quan va recollir l'herència del seu gendre, el comte Bernat III de Besalú; el 1117 quan heretà del seu parent, el comte Bernat I de Cerdanya; i el 1128, quan va rebre l'encomanació del senyor de la vila i batllia de Peralada. Amb ell, el comtat de Besalú s'integra definitivament en el comtat de Barcelona. Convertit en el líder indiscutible dels catalans, va donar la ciutat de Tarragona i la seva comarca al bisbe de Barcelona, sant Oleguer, per a qui va obtenir la dignitat arquebisbal, amb la qual cosa aconseguí, finalment, la independència eclesiàstica de les diòcesis catalanes.
Segurament es deu a ell, als jutges de la seva cort i als seus consellers, entre els quals hi havia el mateix bisbe Oleguer, la definitiva compilació dels usatges, en què el comte de Barcelona és present com un líder supracomtal.

## Títols i successors
El 23 de gener del 1118: Raimundus, Dei gratia Barchinonensis et Hispaniarum marchio, Bisuldunensium et Provincie comes (…) + Raimundi comes
| Ramon Berenguer III Mort: 1118                                          | |                                                     |
| Títols                                                                  | |                                                     |
| Precedit per: Ramon Berenguer II de Barcelona "el Cap d'Estopes" (pare) | Comte de Barcelona (Llista de comtes de Barcelona) - Principatus - Comtat de Barcelona, Comtat de Girona, Comtat d'Osona, Comtat de Manresa, Comtat de Cerdanya, Comtat de Conflent, Comtat de Berga, Comtat de Besalú, Comtat de Ripoll (1082–1131) amb el seu oncle Berenguer Ramon II de Barcelona "el Fratricida" (1082–1096) | Succeït per: Ramon Berenguer IV de Barcelona (fill) |
| Precedit per: Bernat I de Cerdanya (sense descendència)                 | Comte de Barcelona (Llista de comtes de Barcelona) - Principatus - Comtat de Barcelona, Comtat de Girona, Comtat d'Osona, Comtat de Manresa, Comtat de Cerdanya, Comtat de Conflent, Comtat de Berga, Comtat de Besalú, Comtat de Ripoll (1082–1131) amb el seu oncle Berenguer Ramon II de Barcelona "el Fratricida" (1082–1096) | Succeït per: Ramon Berenguer IV de Barcelona (fill) |
| Precedit per: Bernat III de Besalú (sense descendència)                 | Comte de Barcelona (Llista de comtes de Barcelona) - Principatus - Comtat de Barcelona, Comtat de Girona, Comtat d'Osona, Comtat de Manresa, Comtat de Cerdanya, Comtat de Conflent, Comtat de Berga, Comtat de Besalú, Comtat de Ripoll (1082–1131) amb el seu oncle Berenguer Ramon II de Barcelona "el Fratricida" (1082–1096) | Succeït per: Ramon Berenguer IV de Barcelona (fill) |
| Precedit per: Dolça de Provença (muller)                                | Comte de Provença (Llista de comtes de Provença) amb la seva muller Dolça de Provença (1113–1131) | Succeït per: Berenguer Ramon I de Provença (fill)   |

## Mort
Ramon Berenguer III va morir a l'hospital de l'ordre del Temple, Sant Joan de Jerusalem, el 19 de juliol de 1131, essent enterrat posteriorment per compliment de la seva darrera voluntat a l'església de Santa Maria de Ripoll. En el seu testament llegava al seu primogènit Ramon Berenguer IV tots els seus territoris, excepte el comtat de Provença, Millau, Gavaldà i Carladès, que llegà al seu segon fill Berenguer Ramon.